# Balachowskyacris dumerlei
Balachowskyacris dumerlei är en insektsart som beskrevs av Marius Descamps och Christiane Amédégnato 1972. Balachowskyacris dumerlei ingår i släktet Balachowskyacris och familjen gräshoppor. Inga underarter finns listade i Catalogue of Life.